# Filippo Juvara
Filippo Juvara també conegut com a Filippo Juvarra (Messina, 7 de març de 1678 - Madrid, 31 de gener de 1736) va ser un arquitecte italià del barroc. Va treballar durant molts anys a Torí com a arquitecte de la casa de Savoia. També va treballar a Madrid com a arquitecte de la casa de Borbó.

## Roma, Lucca, Lisboa, Llombardia
Alumne a Roma de Carlo Fontana, va estudiar i dibuixar les arquitectures antigues, però també les obres de Miquel Àngel, Bernini, Francesco Borromini, Pietro da Cortona i Andrea Pozzo.
L'any 1705 va obtenir un èxit aclaparador al concurs d'arquitectura de l'Accademia di San Luca, el que va marcar l'inici de la seua activitat independent. Al principi va treballar com a arquitecte teatral del cardenal Pietro Ottoboni (nebot d'Alexandre VIII i un dels més importants mecenes de l'època), patint dificultats per aconseguir grans encàrrecs a Roma; dels seus primers anys només pot assenyalar-se la petita capella Antamoro a San Gerolamo della Carità (1708-1710), adornada amb una estàtua de Sant Felip Neri, de Pierre Legros.
Dels anys posteriors són destacables alguns edificis projectats per a Luca, com ara el Palau de la República i algunes vil·les al camp (vil·la Garzoni a Collodi i vil·la Mansi a Segromigno).

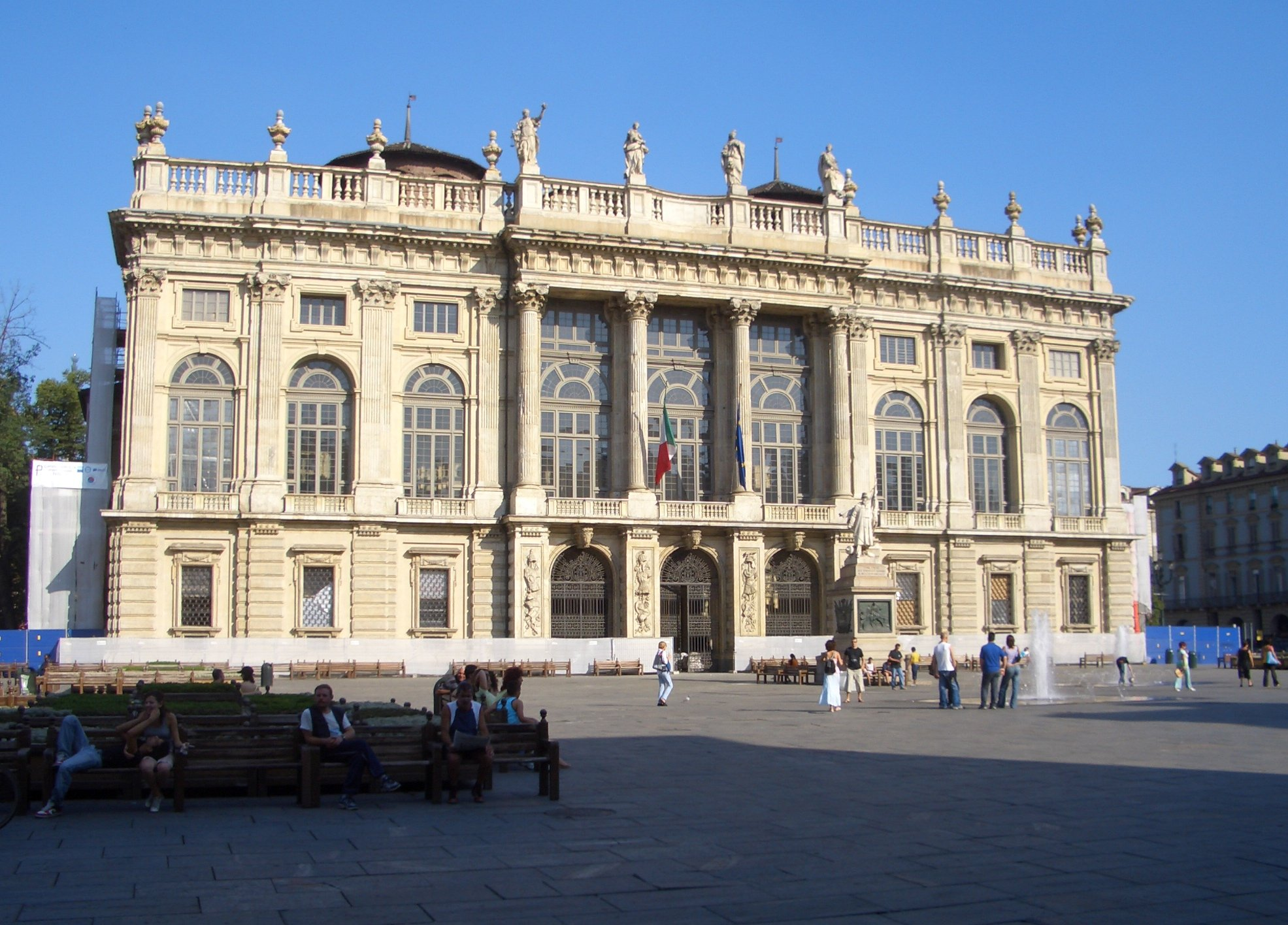
La façana del Palau Madama, a Torí

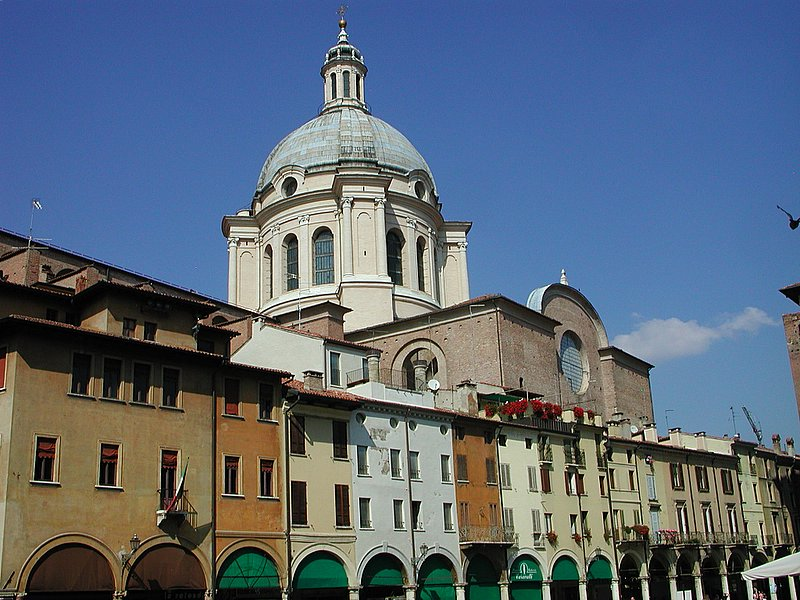
Cúpula de Sant Andreu, a Màntua

L'any 1715 va participar, junt amb Nicola Michetti, Antonio Canevari i d'altres, al concurs per a la sagristia de la Basílica de Sant Pere del Vaticà. L'èxit va ser unànime, però el projecte (del qual ha restat un model, tot i que en dolenta condició, al dipòsit de la Basílica) no va ser dut mai a la pràctica a causa del seu elevat cost (la sagristia actual és resultat d'un disseny posterior fet sota el papat de Pius VI, de l'arquitecte Carlo Marchionni).
A la recerca de nous treballs que pogueren satisfer-lo va fer una altra estada a Roma, l'any 1735. La façana de Sant Joan del Laterà, per a la qual havia fet alguns esbossos, va ser finalment adjudicada a Alessandro Galilei (1735), arran d'un concurs que el va primar en ser paisà del papa florentí Climent XII, per davant de Luigi Vanvitelli, Nicola Salvi, autor de la Fontana de Trevi, Ferdinando Fuga i Ludovico Rusconi Sassi, i per al qual Juvara va ser convocat només com a jurat. Altres projectes seus, com ara un gran palau per als conclaves no van reeixir a fer-se realitat.
Alguns anys després, quan ja era al servei dels Savoia, Juvara va ser cridat a Lisboa per Joan V de Portugal per dissenyar un nou palau reial annex a una gran basílica patriarcal; però aquest projecte tampoc no va ser realitzat.
El projecte de la cúpula de la Basílica de Sant Andreu, a Màntua, completà una de les obres més importants de Leon Battista Alberti, un dels arquitectes més importants del Renaixement. La cúpula empra, amb quatre pilons diagonals en forma de Creu de Sant Andreu, la disposició de la cúpula de Sant'Andrea delle Fratte, de Borromini, però de manera molt més grandiosa. Una altra cúpula llombarda de Juvarra és la de la Catedral de Como.
A Llombardia Juvara va projectar també un monumental altar major per al Santuari de Caravaggio (no executat i substituït per un projecte més modest del milanès Carlo Giuseppe Merlo) i l'altar dels Sants Ferm, Rústic i Pròcul a la Catedral de Bèrgam; al Vèneto la més admirada obra de Juvara és sens dubte el superb campanar de la catedral de Belluno.

## Torí

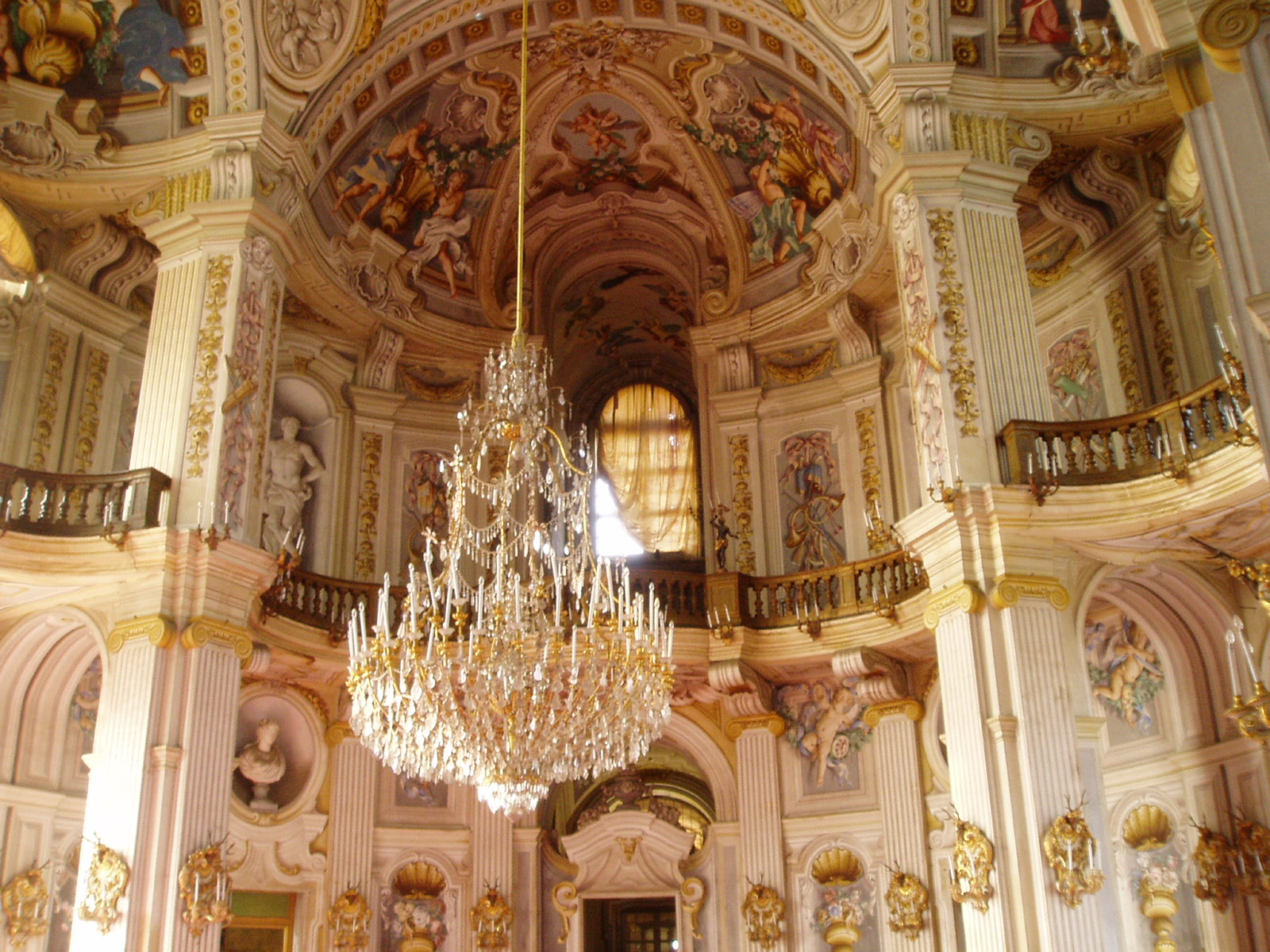
El saló central de Stupinigi

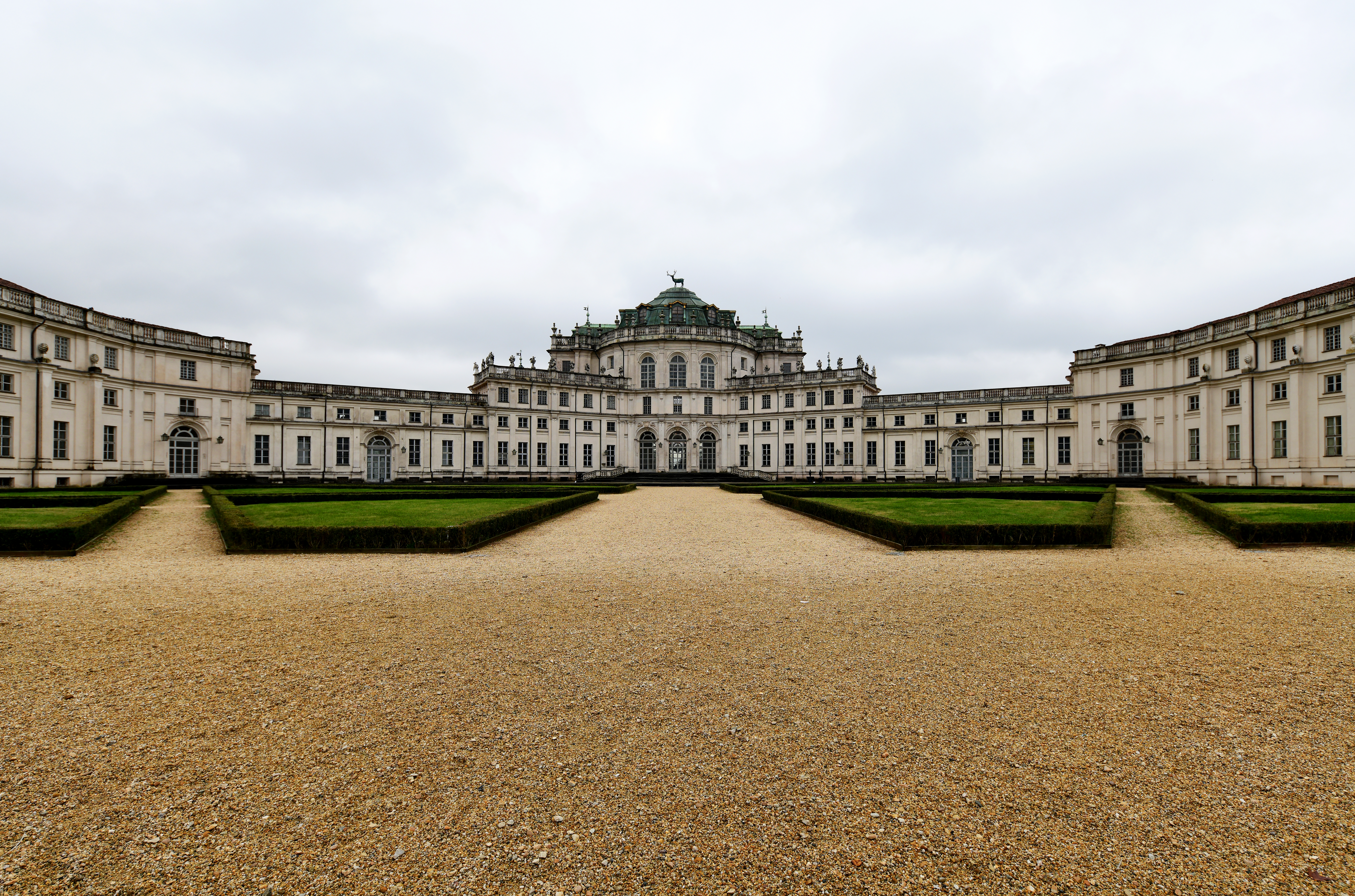
El palau de Stupinigi

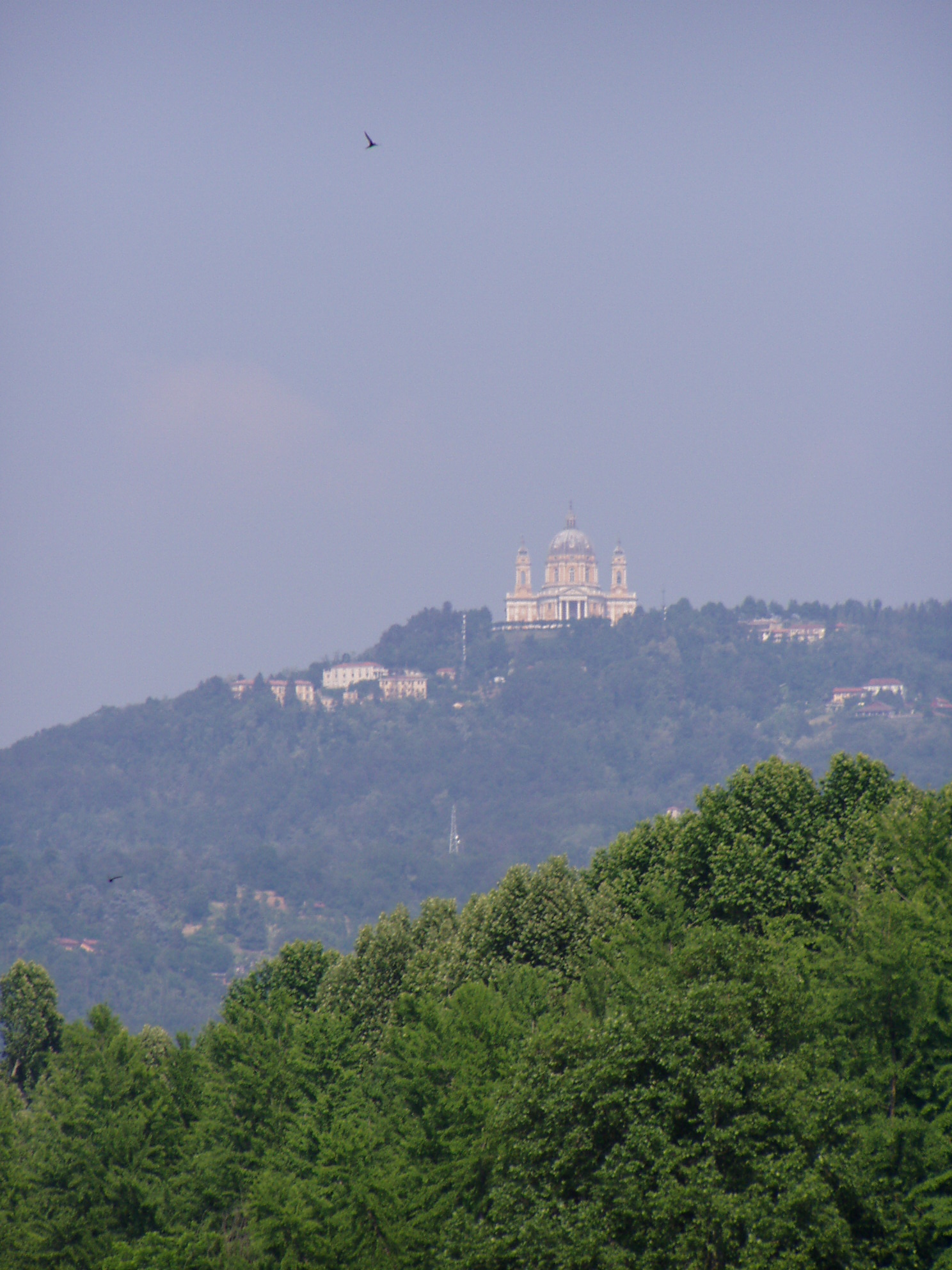
La basílica de Superga vista des de Torí

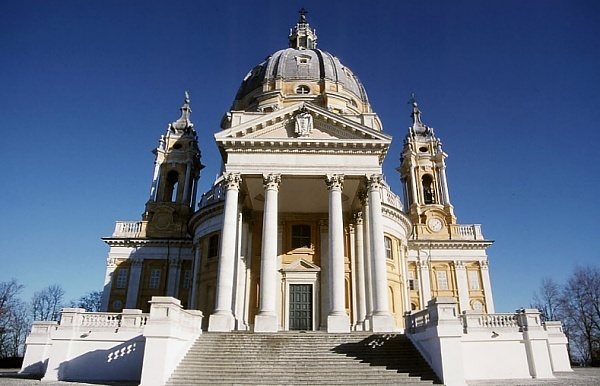
La Basílica de Superga

Ja l'any 1714 Juvara havia esdevingut l'arquitecte de cambra de Víctor Amadeu II de Savoia, qui per un breu període havia obtingut també la corona de Sicília i qui el va cridar a Messina per a projectes que no van ser executats.
Bescanviada la corona de Sicília amb la de Sardenya, el rei va establir-se de nou a Torí i va implicar Juvara en un grandiós projecte de remodelació urbana per a la capital del nou regne. Durant aquest any va fer nombroses obres religioses, com ara la façana de l'església de Santa Cristina a la piazza San Carlo (inspirada en la romana de Sant Marcel al Corso, de Carlo Fontana; 1715), la Basílica de Superga, una de les seues obres mestres, construïda per una promesa del rei entre els anys 1716 i 1731, les esglésies de Sant Felip Neri i del Carme (quarta dècada del segle), Sant Andreu a Chieri (1728, destruïda) i tota una sèrie de grans projectes per a una nova catedral de Torí.
Entre els edificis civils cal destacar els grans dissenys per a una vertadera corona de palaus que envolta la capital, entre els quals es troba el castell de Rivoli (1718; incomplet), que hauria hagut de dominar un imponent jardí fet de terrasses sobre diferents nivells, el Pavelló de caça de Stupinigi (1727), amb la seua originalíssima planta oval que s'expandeix en forma d'"X" vers els jardins, i el palau de Venaria, amb l'etèria Galeria de Diana i l'església de Sant Hubert.
Destaca també la façana del Palau Madama (1718) a la plaça del Castell de Torí, inspirada en la façana posterior de Versalles i part d'un ambiciós programa de renovació monumental del centre antic de la ciutat.
Continuadors de l'arquitectura de Juvara a Torí van ser Bernardo Antonio Vittone, que va continuar-ne la línia barroca amb influències de Guarino Guarini; i Benedetto Alfieri, oncle de Vittorio, que en continuà l'estil neoclàssic.

## Madrid

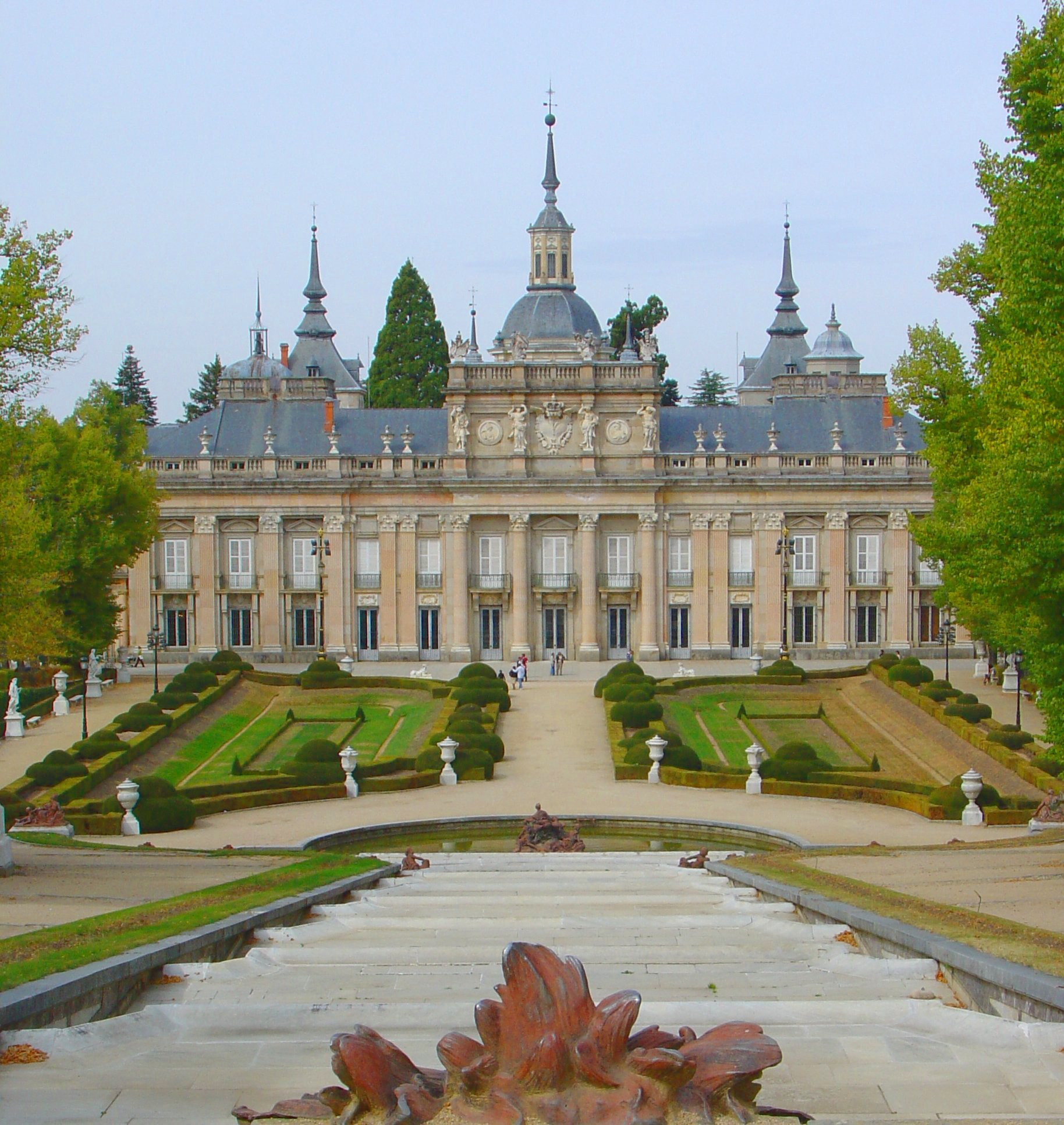
La façana posterior del palau de la Granja (1735-36)

L'any 1735, el rei d'Espanya, Felip V va sol·licitar a Juvara un projecte per al nou Palau Reial de Madrid. L'arquitecte sicilià es va traslladar aleshores a la capital espanyola, on va projectar un monumental i grandiós edifici inspirat de nou en el palau de Versalles. També aquesta vegada, el projecte juvarià, massa car, no va ser realitzat; només després de la mort de l'arquitecte, el seu ajudant Giovanni Battista Sacchetti va construir un edifici que en rescatava algunes característiques estílistiques però que en modificava radicalment la concepció, reduint-lo a un palau de planta gairebé quadrada, sense les vastes ales laterals que haurien d'haver-se expandit cap al jardí.
També va treballar en el projecte del palau de La Granja de San Ildefonso, prop de Madrid.